# The One She Loved
The One She Loved è un cortometraggio muto del 1912 diretto da David W. Griffith.

## Produzione
Il film fu prodotto dalla Biograph Company, girato a Fort Lee, nel New Jersey.

## Distribuzione
Distribuito dalla General Company, il film - un cortometraggio in una bobina - uscì nelle sale cinematografiche statunitensi il 21 ottobre 1912.